# Hatsumōde
Hatsumōde (初詣 ou 初詣で) est un rituel observé au Japon pendant la période du Nouvel An. Il consiste à effectuer une première visite à un sanctuaire shinto ou à un temple bouddhique.

## Origine
Durant l'époque d'Edo (1603-1868), une coutume appelée ehomairi est devenue populaire : se rendre, le premier jour de la nouvelle année, dans un sanctuaire shinto ou un temple bouddhique, afin de prier les toshigami, les divinités shinto, annonciatrices de la nouvelle année et souvent assimilées aux ancêtres. Le lieu saint était choisi en fonction de la direction d'arrivée des divinités, considérée comme favorable selon des indications de l'astrologie chinoise, et sa visite avait lieu à la tombée de la nuit,. Cette coutume a perduré jusqu'à la fin de l'ère Meiji (1868-1912). Par la suite, la première visite de l'année d'un lieu saint, hatsumōde, se déroulait dans un sanctuaire ou un temple célèbre, ou un lieu saint lié à la famille. Au cours des années 1950, la période de hatsumōde a été déplacée dans la journée, du coucher du soleil aux environs de minuit, du fait du développement des transports en commun nocturnes.
Une autre version ancienne d'ehomairi imposait aux pères de famille de passer la dernière nuit de l'année dans un lieu saint, du coucher du soleil jusqu'à l'aube du premier jour du Nouvel An. Le maître de maison était ensuite rejoint par tous les autres membres de sa famille,.

## Déroulement
La période de hatsumōde s'ouvre dès que, dans les temples bouddhiques, les 108 coups de la cloche (joya no kane), installée dans le shōrō du temple, ont fini de retentir, lors du passage à la nouvelle année,. Elle s'étend traditionnellement sur les trois premiers jours de l'année,, mais peut durer jusqu'au retrait des kadomatsu, décorations du Nouvel An japonais, le 7 janvier. Dans la région englobant Kyoto et Osaka, nommée Kamigata pendant l'époque d'Edo, la période de hatsumōde s'étirait jusqu'à la première pleine lune du calendrier luni-solaire traditionnel, généralement le 15 janvier.
Dans l'enceinte du lieu saint, le rituel comprend,, :
- la première purification à l'encens ;
- la première prière, portant souvent sur la santé, le bonheur et la prospérité en affaires ;
- une offrande d'argent[l 5] ;
- le premier verre de saké (toso), qui peut être bu à la maison ;
- l'acquisition, pour la nouvelle année, d'un talisman (o-fuda), d'une prédiction écrite (omikuji), d'un hamaya, flèche décorative vendue comme porte-bonheur, ou d'une amulette protectrice.

Certaines personnes ne se contentent pas de la visite d'un seul lieu de culte ; elle effectuent un pèlerinage qui en inclut plusieurs, chacun dédié à l'une des Sept Divinités du Bonheur.
Les sanctuaires ne désemplissent pas pendant quatre jours, en particulier le soir du 31 décembre (ōmisoka), des millions de Japonais se massant devant les sanctuaires les plus habituellement visités tels que le Meiji-jingū du quartier de Shibuya, à Tokyo, le Fushimi Inari-taisha de Kyoto, le sanctuaire d'Ise, à Ise (préfecture de Mie), le Tsurugaoka Hachiman-gū de Kamakura (préfecture de Kanagawa), et le temple Sensō, dans le quartier d'Asakusa de la capitale japonaise,. Début 2017, le sanctuaire Meiji de Tokyo a accueilli 3,18 millions de visiteurs devant le sanctuaire Narita-san Shinshō de Narita (préfecture de Chiba), visité par 3,09 millions de personnes, et le Kawasaki Daishi de Kawasaki (préfecture de Kanagawa), dans l'enceinte duquel se sont rendus 3,08 millions de personnes.
Le hatsumōde n'est plus tellement une pratique religieuse, mais plus une sorte de rite social.

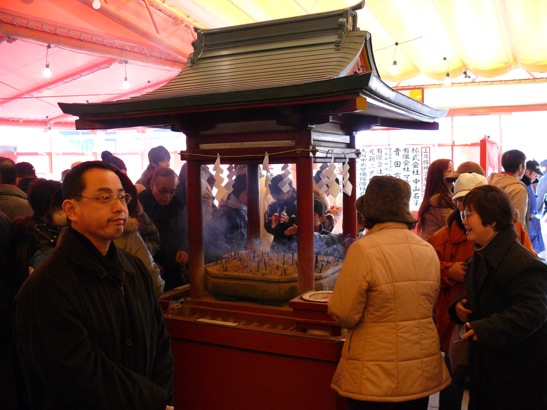
Première purification.
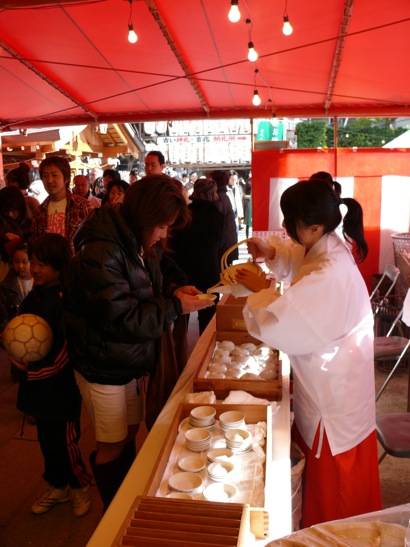
Premier saké de l'année ou toso.
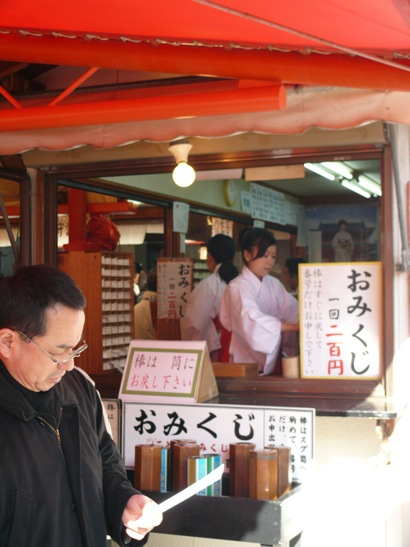
Omikuji pour la nouvelle année.
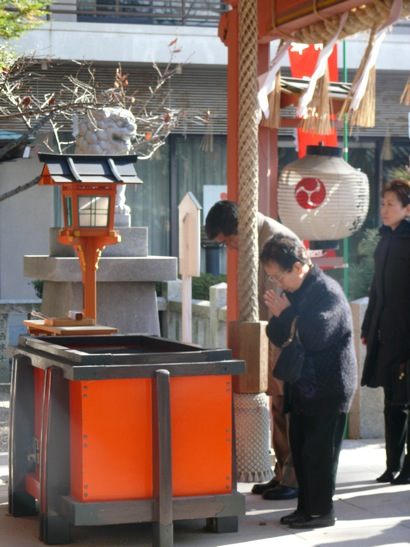
Première prière.